# Tweelobbige wolbij
De tweelobbige wolbij (Anthidium oblongatum) is een vliesvleugelig insect uit de familie Megachilidae. De wetenschappelijke naam van de soort is voor het eerst geldig gepubliceerd in 1806 door Illiger.